# Andre Harris (basket-ball)
Pour les articles homonymes, voir Andre Harris et Harris.
Andre Harris, né le 25 octobre 1985 à Détroit, dans le Michigan est un joueur américain de basket-ball. Il évolue au poste d'ailier fort.